# Behind the Sun
Behind the Sun ist das neunte Studioalbum des englischen Rockmusikers Eric Clapton. Es erschien im März 1985 unter den Labels Duck und Warner Bros. Records. Phil Collins wirkte als Gastmusiker mit.

## Hintergrund und Aufnahme
In seiner Biografie erklärt Clapton wie es zu dem Albumtitel kam: „Heute Abend in Phils Haus habe ich ‚Behind the Sun‘ geschrieben und aufgenommen. Hart, aber ehrlich. Dieser Song, mit mir an der Gitarre und Gesang und Phil am Synthesizer, drückte meine ganze Trauer über unsere Trennung [von Pattie Boyd] aus. Der Titel entstammt einer Zeile von Louisiana Blues, einem meiner Lieblingssongs von Muddy Waters […].“ 
Da sich Money and Cigarettes nur schleppend verkauft hatte, forderte die Plattenfirma Hitsingles von Clapton und schickte ihm drei Stücke des Songschreibers Jerry Lynn Williams Forever Man, Something’s Happening und See What Love Can Do.

## Titelliste
| Nr.          | Titel                 | Autor(en)                    | Länge |
| ------------ | --------------------- | ---------------------------- | ----- |
| 1.           | She’s Waiting         | Eric Clapton, Peter Robinson | 4:55  |
| 2.           | See What Love Can Do  | Jerry Lynn Williams          | 3:58  |
| 3.           | Same Old Blues        | Eric Clapton                 | 8:15  |
| 4.           | Knock on Wood         | Eddie Floyd, Steve Cropper   | 3:19  |
| 5.           | Something’s Happening | Jerry Lynn Williams          | 3:23  |
| 6.           | Forever Man           | Jerry Lynn Williams          | 3:13  |
| 7.           | It All Depends        | Eric Clapton                 | 5:05  |
| 8.           | Tangled in Love       | Marcy Levy, Richard Feldman  | 4:11  |
| 9.           | Never Make You Cry    | Eric Clapton, Phil Collins   | 6:06  |
| 10.          | Just Like a Prisoner  | Eric Clapton                 | 5:29  |
| 11.          | Behind the Sun        | Eric Clapton                 | 2:13  |
| Gesamtlänge: | Gesamtlänge:          | Gesamtlänge:                 | 49:54 |

## Rezeption
Kritiker William Ruhlmann der Musikwebsite Allmusic bezeichnete die auf dem Album enthaltenen Titel als nicht schlecht, aber keine Hits. Wie gewöhnlich finde sich gutes Gitarrenspiel auf dem Album, jedoch sei Behind the Sun keines der besseren Clapton-Alben („Behind the Sun was not one of Clapton’s better albums.“). Ruhlmann vergab drei der fünf möglichen Bewertungseinheiten für das Album.
Der Musikkritiker Robert Christgau kritisierte Collins Überproduktion des Albums und vergab die Note „C-“. Deborah Frost von der Musikzeitschrift Rolling Stone äußerte sich positiv zum Album und vergab drei von fünf Sternen. Die britische Musikzeitschrift Kerrang vergab vier von fünf Sternen für das Album.

## Charterfolge
In Deutschland erreichte Behind the Sun Platz 15 der deutschen Albumcharts und blieb 15 Wochen lang in den Charts. In Österreich belegte das Album Rang 30 und blieb zwei Wochen in den Albumcharts. In der Schweizer Hitparade erreichte Behind the Sun Position drei und verweilte 13 Wochen in den Charts. In den Vereinigten Staaten belegte das Studioalbum 34 der Billboard 200. Im Vereinigten Königreich konnte sich Behind the Sun auf Platz acht der britischen Albumcharts positionieren.
Die Single Forever Man erreichte Platz 51 der britischen Singlecharts, sowohl Platz 26 der Billboard Hot 100 als auch Rang eins der Billboard-Mainstream-Rock-Songs-Charts. Die Auskopplung See What Love Can Do erreichte Platz 89 der Billboard Hot 100 und Position 20 in den Mainstream-Rock-Songs-Charts. She’s Waiting fand sich auf Rang elf in derselben Hitparade.

## Auszeichnungen für Musikverkäufe
| Land/Region               | Auszeichnungen für Musikverkäufe (Land/Region, Auszeichnung, Verkäufe) | Verkäufe  |
| ------------------------- | ---------------------------------------------------------------------- | --------- |
| Australien (ARIA)         | Gold                                                                   | 35.000    |
| Japan (RIAJ)              | —                                                                      | 46.000    |
| Norwegen (IFPI)           | Silber                                                                 | 25.000    |
| Schweiz (IFPI)            | Gold                                                                   | 25.000    |
| Vereinigte Staaten (RIAA) | Platin                                                                 | 1.000.000 |
| Insgesamt                 | 1× Silber · 2× Gold · 1× Platin ·                                      | 1.131.000 |

Hauptartikel: Eric Clapton/Auszeichnungen für Musikverkäufe